# 瑞昌 (人物)
瑞昌（？—1861年），字云阁，钮祜禄氏，满洲镶黄旗人。六世祖敖德，以军功予骑都尉世职。
嘉庆二十四年（1819年），瑞昌由拜唐阿授銮仪卫整仪尉，为冠军使。道光二十年（1840年）充总理堂务章京。道光二十四年（1844年），袭骑都尉世职。道光二十九年（1849年），擢镶白旗蒙古副都统、正白旗汉军副都统，咸丰元年（1851年），署镶红旗护军统领。调盛京金州副都统。咸丰三年（1853年），转任吉林副都统，擢升为杭州将军，未任，三月，奉命率盛京兵赴淮、徐，防堵太平天國北伐，五月，专办山东防务。率军至濮州截击李开芳。八月，濮州解围，留驻濮州。十二月，太平军北伐到静海，跟随僧格林沁、胜保带兵移驻静海城南三里庄。咸丰四年（1854年），跟随僧格林沁在河间县束城村御击，七月至十二月，连战静海、河间、东光。咸丰五年（1855年），会攻连镇，扼河西，攻毁木城。擒获林凤祥，咸丰帝下诏嘉奖，命赴杭州将军本任。咸丰十年（1860年）二月，太平军由广德入浙江境，省城兵分防湖州、孝丰、馀杭。太平军攻克杭州，瑞昌率旗兵迎击於涌金门，退守驻防子城，相持六日。张玉良率援兵至，夹击，收复杭州，特诏嘉奖，赐黄马褂，予二等轻车都尉世职。四月，瑞昌奉命总统江南诸军，江长贵为副，收复苏州。十月，收复馀杭，赏一等轻车都尉世职。咸丰十一年（1861年），太平军由嘉兴进陷石门，湖州被围，浙东龙游、长兴、金华相继失守，瑞昌被革职。十月，太平军攻下严州、余杭、萧山、诸暨、绍兴，杭州被围，瑞昌与巡抚王有龄固守两月。十一月二十八日，粮尽援绝，杭州城陷，瑞昌举火自焚，朝廷赠太子太保，晋一等轻车都尉世职，谥忠壮。